# K2-72e
K2-72e，或稱為EPIC 206209135.04，是一顆已確認的太陽系外行星，可能是類地行星，位於紅矮星K2-72的適居帶內，是該行星系統4顆行星中最外側者。該行星距離地球約227.7光年（69.8秒差距），天球上位於寶瓶座。該行星是以克卜勒太空望遠鏡以凌日法觀測發現。

## 行星狀態

### 質量、半徑與表面溫度
K2-72e的體積與地球相近，代表質量和半徑都與地球接近，表面平衡溫度239 K（−34 °C）。半徑大約是0.86 R🜨；質量目前尚未確定，但根據體積推算約0.9 M🜨。

### 母恆星
K2-72e的母恆星是M型紅矮星K2-72。K2-72的質量為0.21 M☉，半徑則是0.23 R☉。表面溫度3497 K，年齡不明。相較之下，太陽年齡46億年，表面溫度5778 K。
K2-72的視星等至今不明。

### 軌道
K2-72e軌道週期24日，軌道半徑約0.1天文單位（相較之下，距離太陽最近的水星軌道半徑約0.38天文單位）。

## 適居性
K2-72c等被宣布位於母恆星適居帶內的系外行星如有適當的環境與大氣層條件，就可能在行星表面存在液態水。K2-72e半徑0.82 R🜨，因此可能是類地行星。它的母恆星是紅矮星，質量大約是太陽的四分之一。像這樣的恆星年齡大約是4000-5000億年，太陽年齡的40-50倍。
K2-72e很可能已被母恆星潮汐鎖定，其中一面將永遠面對母恆星，而另一面則永遠在黑夜中。然而，晝夜半球之間的晨昏圈可能是一個狹長的適居區域，並且該區溫度可能適合液態水存在（約273 K（0 °C））。此外，如果該行星的大氣層厚度足以讓熱能從晝半球轉移到夜半球，就可能有面積更大的適居區域。

## 發現
K2-72e和環繞K2-72的其他3顆系外行星於2016年7月中宣布被克卜勒太空望遠鏡的K2任務發現。